# サンビーチ日光川

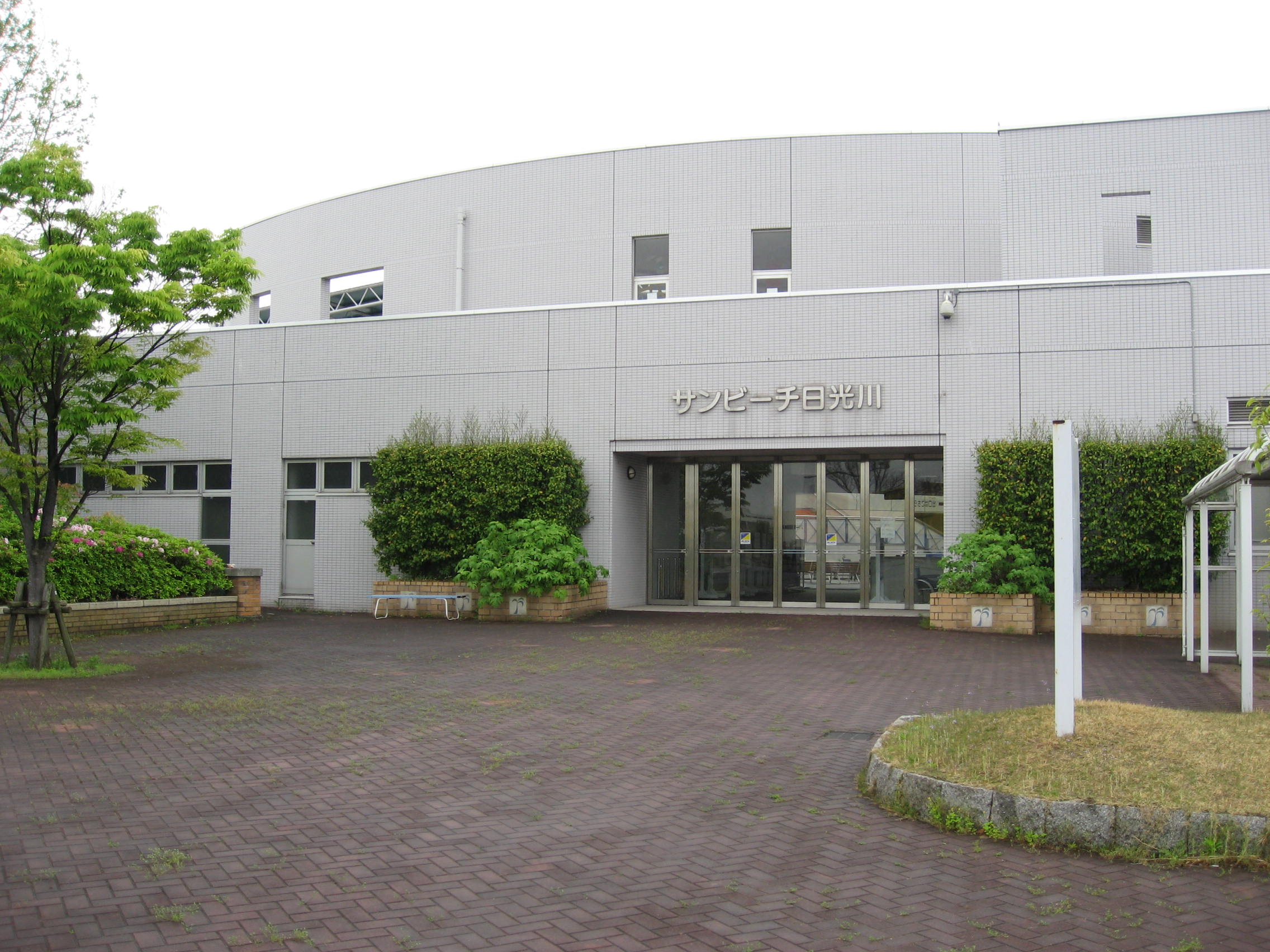
サンビーチ日光川のエントランス（2007年4月撮影）

サンビーチ日光川（サンビーチにっこうがわ）は、かつて愛知県名古屋市港区の南西部にあった市営のプールである。

## 概要
サンビーチ日光川は、港区藤前五丁目の日光川公園内にある。日光川公園は藤前流通業務団地の一角に整備された公園である。4年の工期を経て、1994年（平成6年）6月25日より営業を始めた。財団法人名古屋市みどりの協会が管理しているが、2014年（平成26年）度から2017年（平成29年）度までの4年間は、指定管理者としてPMIサンビーチ日光川に運営を委託している。
特徴としては、日本国内において最大級の水面積の淡水プールであることを挙げている。「名古屋のワイキキビーチ」と自称し、砂浜を備える3種類のプールから構成される。また、園内にはプールのほか、飲食店などの設備も備わっている。サンビーチ日光川は夏季のみ営業だが、周囲の日光川公園はオフシーズンでも利用できる。
2020年（令和2年）度は、新型コロナウイルス感染症の影響で、営業を中止した。
2021年（令和3年）度末に閉鎖されることが各社より報道された。また、この年は人数制限のため完全予約制での営業を行った。プールの営業は8月31日をもって27年の歴史に幕を閉じ、翌2022年（令和4年）3月31日をもって正式に閉園をした。
2021年（令和3年）3月21日、3月28日放送のテレビ愛知のアニメ「八十亀ちゃんかんさつにっき」（第3期11話、12話）内でサンビーチ日光川が登場した。

## 施設概要
サンビーチ日光川のプールはどれも遊戯用のため、水泳の練習には不向きである。
ウェーブプール
波の出るプール。約30分おきに15〜20回程度の波が出る。
ビーチプール
波の出ない一般的なプール。
キッドプール
幼児用の浅いプール。中央に海賊船がある。
ウォータースライダー
ゴーグルの使用が可能。
レストラン・屋台
飲食店。サンビーチ日光川内にある。

## 料金
プールへの入場料金として、大人1500円、小中学生700円と設定されている。また、名古屋市内在住の65歳以上の高齢者に限って500円の割引料金がある。未就学児童については入場料がかからない。
入場券については、ファミリーマート、セブン-イレブンにおいて事前購入が可能となっている。

## 所在地
- 愛知県名古屋市港区藤前五丁目901[6]

## 交通アクセス

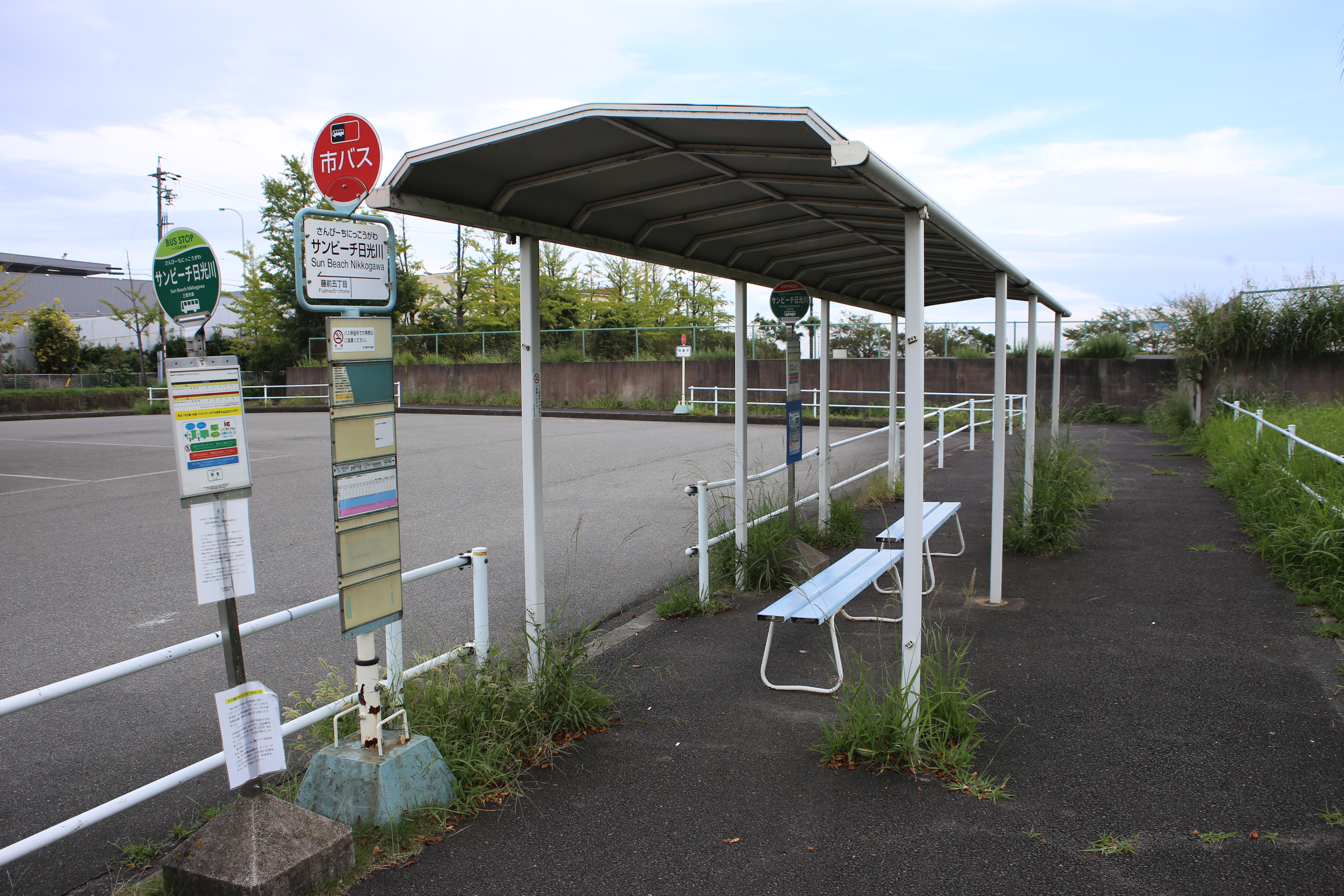
バス停（2018年9月）

1000台強の収容能力をもつ駐車場を備えるが、バスでの来園を推奨している。バスは名古屋市営バスと三重交通バスの2事業者が日光川公園内に「サンビーチ日光川」停留所を設置している。名古屋市営バスは名古屋市営地下鉄名港線 港区役所駅から同線東海通駅および名古屋臨海高速鉄道あおなみ線 港北駅を経由する東海12号系統を運行している。また、三重交通バスは名古屋駅所在の名鉄バスセンターから名古屋市営地下鉄名港線 六番町駅を経由する系統を運行している。さらに2018年（平成30年）5月7日に同社が実施するダイヤ改正に伴い、名古屋駅とイオンモール名古屋茶屋を結んでいた名古屋南陽高速線がサンビーチ日光川まで延長される。
自家用車の場合は、国道23号（名四国道）の藤前流通団地ICからアクセスできる。駐車場はプール営業期間中については、普通自動車500円、自動二輪車300円、大型自動車2000円の駐車料金が設定されている。